# Pável Lunguín
Pável Semiónovich Lunguín (en ruso: Па́вел Семёнович Лунги́н; n. 12 de julio de 1949, Moscú), en ocasiones acreditado por la transliteración francesa como Pavel Loungine, es un director de cine ruso de origen judío, condecorado como Artista del Pueblo de Rusia. Lungin comenzó su carrera cinematográfica como guionista y en 1990 debutó como director de su primer largometraje, Taxi Blues, por el que ganó el Premio al mejor director en el Festival de Cannes. Desde entonces ha dirigido varias películas que han participado en los más prestigiosos festivales internacionales de cine y sus películas han recibido el aplauso de la crítica.

## Biografía
Nacido 12 de julio de 1949 en Moscú, Lungin es el hijo de la guionista y lingüista Lilianna Lungina. Más tarde asistió a la Universidad Estatal de Moscú, donde se graduó en 1971. Lungin trabajó principalmente como guionista hasta que recibió la oportunidad de dirigir Taxi Blues a los 40 años, por el que ganó el Premio al mejor director en el Festival de Cannes de 1990.
Ese mismo año fijó su residencia en Francia, mientras que realizó películas en y alrededor de Rusia con los productores franceses. Dos años más tarde, su próxima película, Luna Park, también compitió en el Festival de Cine de Cannes de 1992. En 1993 fue miembro del jurado en el 18.º Festival Internacional de Cine de Moscú.
En 2006 dirigió la película religiosa La isla, que protagonizó Pyotr Mamonov, con quien coincidió en Taxi Blues. La película cerró la 63.ª edición del Festival Internacional de Cine de Venecia y fue elogiado por el patriarca de la Iglesia Ortodoxa rusa Alejo II.
Lungin fue galardonado con la distinción de Artista del Pueblo de Rusia en 2008 y en 2009 fue Presidente del Jurado en el 31.º Festival Internacional de Cine de Moscú. En ese mismo año dirigió la película Zar, nuevamente con Pyotr Mamonov. La película compitió en la sección Un Certain Regard en el Festival de Cine de Cannes 2009.
En marzo de 2014 firmó una carta en apoyo de la posición del Presidente de Rusia, Vladímir Putin, en la intervención militar de Rusia en Ucrania y Crimea.

## Filmografía
La siguiente lista es su filmografía como director:
- Taxi Blues (1990)
- Luna Park (1992)
- Lifeline (1996)
- La boda (2000)
- Oligarj (2002)
- Bednye rodstvenniki (2005)
- La isla (2006)
- Zar (2009)
- Dirizhor (El conductor) (2012)
- Rodina (Sin techo) (2015)

## Premios y distinciones
Festival Internacional de Cine de Cannes
| Año  | Categoría                           | Película   | Resultado |
| ---- | ----------------------------------- | ---------- | --------- |
| 1990 | Mejor director                      | Taxi Blues | Ganador   |
| 1990 | Jurado Ecuménico - Mención especial | Taxi Blues | Ganador   |